# Port lotniczy Tours
Port lotniczy Tours (IATA: TUF, ICAO: LFOT) – port lotniczy położony 6 km n północny wschód od Tours, w departamencie Indre i Loara, w regionie centralnym, we Francji.

## Linie lotnicze i połączenia
| Linia lotnicza | Kierunek                                                                 |
| -------------- | ------------------------------------------------------------------------ |
| Ryanair        | 1. Londyn-Stansted 2. Marrakesz 3. Marsylia 4. Porto Sezonowo: 1. Dublin |